# Sveriges ambassad i Colombo
Sveriges ambassad i Colombo var Sveriges diplomatiska beskickning i Sri Lanka som var belägen i landets huvudstad Colombo. Beskickningen bestod av en ambassad och ett antal svenskar utsända av Utrikesdepartementet (UD). Ambassaden stängdes 2010. Sveriges ambassadör för Sri Lanka är idag sidoackrediterad från ambassaden i New Delhi.

## Historia
Den svenska ambassadören i New Delhi var länge sidoackrediterad i Colombo innan Sverige öppnade en ambassad i Sri Lanka. Ambassaden stängde för allmänheten den 4 mars 2010 och verksamheten återgick igen till ambassaden i New Delhi. Istället öppnades ett honorärt generalkonsulat.

## Beskickningschefer
| Namn                | Period    | Funktion                   | Ackreditering                                 |
| ------------------- | --------- | -------------------------- | --------------------------------------------- |
| Gunnar Jarring      | 1950–1951 | Envoyé                     | Sidoackrediterad från ambassaden i New Delhi. |
| Per Wijkman         | 1951–1955 | Envoyé                     | Sidoackrediterad från ambassaden i New Delhi. |
| Alva Myrdal         | 1955–1961 | Envoyé                     | Sidoackrediterad från ambassaden i New Delhi. |
| Klas Böök           | 1961–1965 | Ambassadör                 | Sidoackrediterad från ambassaden i New Delhi. |
| Gunnar Heckscher    | 1965–1970 | Ambassadör                 | Sidoackrediterad från ambassaden i New Delhi. |
| Axel Lewenhaupt     | 1970–1975 | Ambassadör                 | Sidoackrediterad från ambassaden i New Delhi. |
| Lennart Finnmark    | 1975–1983 | Ambassadör                 | Sidoackrediterad från ambassaden i New Delhi. |
| Axel Edelstam       | 1983–1987 | Ambassadör                 | Sidoackrediterad från ambassaden i New Delhi. |
| Örjan Berner        | 1987–1989 | Ambassadör                 | Sidoackrediterad från ambassaden i New Delhi. |
| Pär Kettis          | 1989–1994 | Ambassadör                 | Sidoackrediterad från ambassaden i New Delhi. |
| Karl-Göran Engström | 1994–2000 | Ambassadör                 | Sidoackrediterad från ambassaden i New Delhi. |
| Börje Mattsson      | 1999–2001 | Minister/Charge d'affaires | [ 6 ] [ 7 ]                                   |
| Johan Nordenfelt    | 2000–2004 | Ambassadör                 | Sidoackrediterad från ambassaden i New Delhi. |
| Ann-Marie Fallenius | 2001–2005 | Charge d'affaires a.i.     | [ 8 ]                                         |
| Inga Eriksson Fogh  | 2004–2006 | Ambassadör                 | Sidoackrediterad från ambassaden i New Delhi. |
| Jerker Thunberg     | 2005–2007 | Charge d'affaires a.i.     | [ 9 ]                                         |
| Lars-Olof Lindgren  | 2007–2012 | Ambassadör                 | Sidoackrediterad från ambassaden i New Delhi. |
| Börje Mattsson      | 2007–???? | Charge d'affaires a.i.     | [ 10 ]                                        |
| Harald Sandberg     | 2012–     | Ambassadör                 | Sidoackrediterad från ambassaden i New Delhi. |